# Haley Reinhart
Pour les articles homonymes, voir Reinhart.
Haley Reinhart, née le 9 septembre 1990 à Wheeling (Illinois), est une chanteuse américaine.
Elle a été révélée par la dixième saison du télécrochet American Idol.

## Biographie
Haley Elizabeth Reinhart est née à Wheeling, dans l'Illinois, le 9 september 1990. Ses parents, Harry Reinhart et Patti Miller[10], sont deux musiciens [11] nés à Chicago [12]. Sa sœur Angela, de cinq ans sa cadette [13], est aussi chanteuse et autrice-compositrice, initialement de style folk[14]. Haley Reinhart est d'ascendance allemande, irlandaise et italienne.
Haley Reinhart s'est fait connaitre en atteignant la troisième place de la dixième saison d'American Idol. En juillet 2011, elle signe chez Interscope Records pour la production de son premier album, Listen Up, qui sort le 22 mai 2012. Ce dernier est bien accueilli par la critique,. Elle est la première gagnante issue de l'émission American Idol à chanter au festival populaire Lollapalooza. Après une rupture de son contrat avec Interscope Records, à la suite d'un changement de la politique de gestion du label en 2012, Haley Reinhart élargit son contrat avec la major Ole, et passe un accord avec ICM Partners en mars 2016, en plus de ce précédent contrat.
Elle obtient en 2015 un succès important en chantant avec le Scott Bradlee's Postmodern Jukebox, sur Youtube, mais aussi grâce à sa reprise de Can't Help Falling in Love, utilisé dans une publicité d'Extra Gum, devenant un phénomène internet et atteignant en single la 16e place des charts d'adultes contemporaines US. Haley Reinhart a remporté un Lion Cannes au festival international de la créativité en 2016 pour cette chanson. En outre, elle est depuis fin 2015 la voix de Bill Murphy dans la série animée de Netflix F is for Family.
Son second album, Better, sort le 29 avril 2016, du nom du single sorti quelques semaines plus tôt, et se classe 22e des charts indépendantes aux États-Unis,.
En 2018, elle chante sur deux chansons de l'album de reprises de standards du jazz The Capitol Studios Sessions de Jeff Goldblum & The Mildred Snitzer Orchestra.

## Discographie

### Albums
- 2012 : Listen Up!
- 2016 : Better
- 2017 : What's That Sound
- 2019 : Lo-Fi Soul
- 2022 : Off The Ground

### Singles
- 2011 : Baby, It's Cold Outside (avec Casey Abrams)
- 2012 : Free
- 2016 : Better

### EP
- 2011 : American Idol Season 10 Highlights: Haley Reinhart

## Vidéographie

### Vidéos musicales

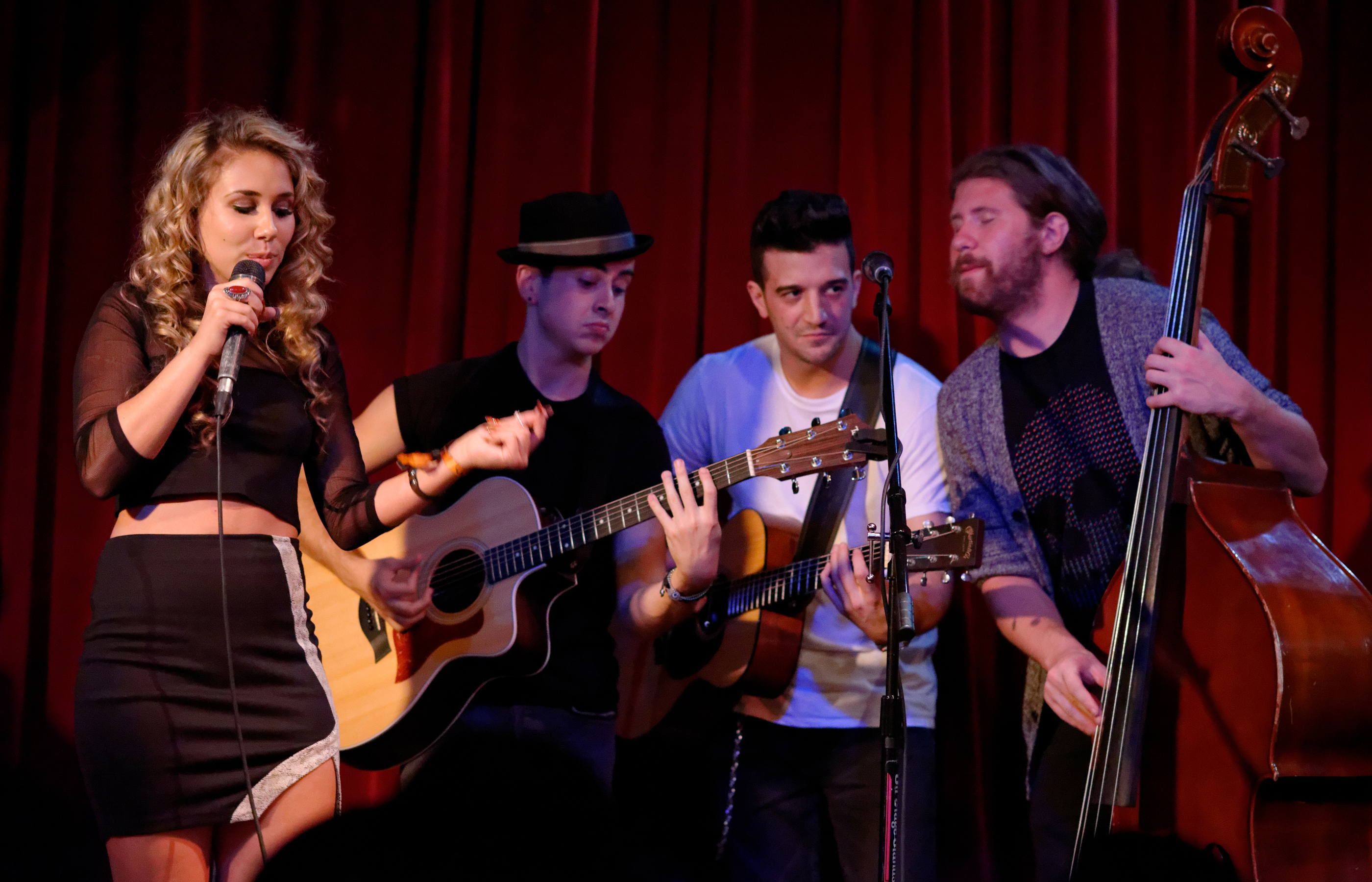
Haley Reinhart en concert, accompagnée par le contrebassiste Casey Abrams, en 2015.

#### Clips
- 2012 : Free
- 2016 : Better

#### Reprise avec Postmodern Jukebox
- 2015 : Creep
- 2015 : Lovefool
- 2015 : All About That Bass
- 2015 : Habits
- 2015 : Oops!... I Did It Again
- 2015 : Seven Nation Army
- 2015 : Mad World
- 2016 : Black Hole Sun
- 2017 : White Rabbit
- 2021 : Don't Speak

#### Autres collaborations
- 2011 : Baby, It's Cold Outside (avec Casey Abrams)
- 2015 : Can’t Help Falling in Love
- 2018 : Jeff Goldblum & The Mildred Snitzer Orchestra, The Capitol Studios Sessions

## Prestations lors d'American Idol
| Semaine                 | Thème                                  | Chanson                                      | Artiste            | Ordre | Résultat   |
| ----------------------- | -------------------------------------- | -------------------------------------------- | ------------------ | ----- | ---------- |
| Audition                | Auditioner's Choice                    | Oh! Darling                                  | The Beatles        | N/A   | Advanced   |
| Hollywood Round,        | First Solo                             | Breathless                                   | Corinne Bailey Rae | N/A   | Advanced   |
| Hollywood Round, Part 2 | Group Performance                      | Carry On Wayward Son                         | Kansas             | N/A   | Advanced   |
| Hollywood Round, Part 3 | Second Solo                            | God Bless the Child                          | Billie Holiday     | N/A   | Advanced   |
| Las Vegas Round         | Songs of The Beatles Group Performance | The Long and Winding Road                    | The Beatles        | N/A   | Advanced   |
| Hollywood Round Final   | Final Solo                             | Baby It's You                                | The Shirelles      | N/A   | Advanced   |
| Top 24 (12 Women)       | Personal Choice                        | Fallin'                                      | Alicia Keys        | 9     | Advanced   |
| Top 13                  | Your Personal Idol                     | Blue                                         | LeAnn Rimes        | 7     | Bottom 3   |
| Top 12                  | Year You Were Born                     | I'm Your Baby Tonight                        | Whitney Houston    | 5     | Bottom 3   |
| Top 11                  | Motown                                 | You've Really Got a Hold on Me               | The Miracles       | 6     | Safe       |
| Top 11                  | Elton John                             | Bennie and the Jets                          | Elton John         | 11    | Safe       |
| Top 9                   | Rock & Roll Hall of Fame               | Piece of My Heart                            | Erma Franklin      | 2     | Safe       |
| Top 8                   | Songs from the Movies                  | Call Me – American Gigolo                    | Blondie            | 6     | Bottom 3   |
| Top 7                   | Songs from the 21st Century            | Rolling in the Deep                          | Adele              | 3     | Bottom 3   |
| Top 6                   | Carole King                            | Duet I Feel the Earth Move with Casey Abrams | Carole King        | 3     | Safe       |
| Top 6                   | Carole King                            | Solo Beautiful                               | Carole King        | 8     | Safe       |
| Top 5                   | Songs from Now and Then                | Yoü and I                                    | Lady Gaga          | 5     | Safe       |
| Top 5                   | Songs from Now and Then                | The House of the Rising Sun                  | Traditional        | 10    | Safe       |
| Top 4                   | Songs That Inspire                     | Earth Song                                   | Michael Jackson    | 2     | Safe       |
| Top 4                   | Leiber & Stoller Songbook              | I (Who Have Nothing)                         | Ben E. King        | 5     | Safe       |
| Top 3                   | Contestant's Choice                    | What Is and What Should Never Be             | Led Zeppelin       | 3     | Eliminated |
| Top 3                   | Jimmy Iovine's Choice                  | Rhiannon                                     | Fleetwood Mac      | 6     | Eliminated |
| Top 3                   | Judges' Choice                         | You Oughta Know                              | Alanis Morissette  | 9     | Eliminated |

## Filmographie
- 2020 : C'est nous les héros (We Can Be Heroes) de Robert Rodriguez : Miss Vox

## Jeux Vidéos
Elle apparait aux crédit du jeu vidéo "I expect you to die 3". Où elle donne sa voix à la chanson d'ouverture du jeu.